# 종전유좌영검산
《영검산》(중국어 간체자: 从前有座灵剑山, 정체자: 從前有座靈劍山, 병음: Cóng qián yǒu zuò líng jiàn shān 충첸유쭤링젠산[*], 한자음: 종전유좌영검산)은 중국 웹 소설 《종전유좌영검산》과 동명의 웹 만화를 원작으로하는 일본의 스튜디오 딘과 중국의 IT 기업 텐센트의 자회사 인 선전 시 텐센트 컴퓨터 시스템의 공동 기획에 의한 텔레비전 애니메이션 작품.
2016년 1월부터 3월까지 제1기《영검산 별가루들의 잔치》(霊剣山 星屑たちの宴 레이켄잔 호시쿠즈타치노우타게[*])가 일본에서 AT-X 외에서 방송되었다. 또한 중국어 버전이 텐센트에서 전달되었다.
동년 10월부터 제2기 《영검산 예지의 자격》(霊剣山 叡智への資格 레이켄잔 에이치에노시카쿠[*])의 제작이 발표 된 2017년 1월부터 3월까지 방송되었다.

## 개요
TV 애니메이션《영검산 별가루들의 잔치》는 스튜디오 딘과 중국 선전시 텐센트의 일중 (日中) 공동 기획.

## 줄거리
떨어진 혜성로 인한 운명의 아이를 찾기 위해, 오랜 역사를 가진 영검파 (靈劍派) 가문은 문하 입문 시험을 재개하기로했다.

## 등장 인물

### 주인공
- 왕육 (王陸) - 성우 : 요나가 츠바사 / slayerboom(郝祥海, 햐오샹하이)

### 메인 히로인
- 왕무 (王舞) - 성우 : 야마구치 유리코 / 쓰다오후이장(四刀辉彰, 黎筱蒙, 리샤오멍)
- 영 (玲/鈴) - 성우 : 나카무라 에리코 / c샤오댜오(c小调, 佟心竹, 퉁신주)
- 유리선 (瑠璃仙) - 성우 : 하타나카 마리에 / 옌머머(阎么么)
- 아야 (중국판은「阿娅, 아야」) - 성우 : 쇼지 우메카 / 서가마오(涩尕猫)

### 영검파 (靈劍派)

#### 천검당 (노장회,老長會)
천검당 (天劍堂)
- 설립자 (개산소시, 開山祖師) 소운진인(霄雲真人)
- 풍음 (風吟) - 성우 : 마츠다 켄이치 / 투터하멍(图特哈蒙)
- 유현 (劉顯) - 성우 : 노나카 히데아키 / 다샹(大象)
- 방학 (方鶴) - 성우 : 기야마 시게오 / 궈성(郭盛)
- 주명 (周明) - 성우 : 토치카 코이치 / 장전(张震)
- 왕무
- 육리 (陸離) - 성우 : 다카하시 히데노리 / 퉁인(瞳音)
- 오관해 (傲觀海) - 성우 : 이와사키 마사미 / Babike
- 화운 (華芸) - 성우 : 노구치 유리 / 잉녠루(霙念汝)

#### 진전제자 (真傳弟子)
- 왕육
- 유리선

#### 내문제자 (內門弟子)
- 왕충 (王忠) - 성우 : 고바야시 대이키 / 딩당(叮当)
- 문보 (聞寶) - 성우 : 하야시 다이치 / 리루(李璐)
- 주진 (朱秦) - 성우 : 이토 켄토 / 왕천광(王晨光)
- 악운 (岳雲) - 성우 : 후카마치 토시나리 / 바오무중양(宝木中阳)
- 곽영 (霍穎) - 성우 : 요네자와 마도카 / 샤오롄사(小连杀)
- 손 (孫) - 성우 : 하마소에 신야 / 차오윈투 (曹云图)
- 여 (呂) - 성우 : 가와시마 케이시 / 리댜오 (李铫)
- 원 (袁) - 성우 : 다나카 켄타 / 황전지(皇贞季)

#### 외문제자 (外門弟子)
- 악경요 (岳謦瑤) - 성우 : 사토 미유키 / 청위안(程愿)
- 문인 (文茵) - 성우 : 에구치 나노코 / 황전지

### 만법선문 (萬法仙門)
- 해운범 (海雲帆) - 성우 : 니시다 마사카즈 / 톈쉬안싱허(天悬星河)

### 성경선문 (盛京仙門)
- 지봉진인 (志峰真人) - 성우 : 카와다 신지 / 천저(陈喆)
- 공장도인 (孔嶂道人) - 성우 : 카시이 쇼토 / 황전지

### 창계주 왕가촌
- 왕부귀 (王富貴) - 성우 : 타나카 칸 / 바오무중양
- 왕수씨 (王隋氏) - 성우 : 코바야시 미사 / 샤오롄사
- 촌장 - 성우 : 이토 히로시 / 가오펑

### 칠성문(七星門)
- 주선생(周先生) - 성우 : 츠보이 토모히로 / 위안치저우(元气纣)
- 하균(何均)(중국판은 "하윤, 何昀") - 성우 : 오바야시 류스케 / 투터하멍(图特哈蒙)
- 무비화(霧飛花) - 성우 : 유즈키 료카 / 샤오롄사(小连杀)
- 사지(謝持) - 성우 : 우가키 히데나리 (소년기: 요나이 유우키) / 리야오(李铫)
- 소호 / 코토라(小虎) - 성우 : 토쿠이시 카츠히로 (소년기: 오이 마리에) / 류밍웨(刘明月)
- 섭초진(葉初塵) - 성우 : 겐다 텟쇼 / 완리(万力)

### 기타
- 양추 (梁秋) - 성우 : 사토 미유키 / 예즈추(叶知秋)
- 사공자 (謝公子) - 성우 : 타쿠미 야스아키 / 샤오탄(笑谈)
- 운공자 (雲公子) - 성우 : 란즈베리 아서 / 황전지
- 이공자 (李公子) - 성우 : 고로 나오키 / 샤허뤄펑(夏侯落枫)
- 이나나 (李娜娜) - 성우 : 카이다 유코 / 양시(杨希)
- 곰 - 성우 : 오치아이 후쿠시 / 커아이샤오랑(可爱小狼,邢凯新,싱카이싱)
- 선진시황제 (仙秦始皇帝), 덕승태조 (德勝太祖)
- 봉래선조 (蓬萊先祖), 묘새진인 (妙璽真人)
- 적음진인 (赤音真人)

## 배경 설정·용어

### 지리·위치

#### 구주대륙 (九州大陸)
이 세계에서 가장 큰 마라 대륙. 스토리의 메인 무대이다. 이 대륙에는 9개의 큰 국가가 모여있다.
- 창계주 (蒼溪州)

이 세계에서 가장 큰 마라 대륙.
대명국 (大明國)
창계주에 위치한 한 대국.
창란국 (滄瀾國)
창계주에 위치한 작은 나라.
운태제국 (雲泰帝國)
구주에서 최고의 한 위 한두 위를 다투는 강국입니다.
영계진 (靈溪鎮)
영검산 야마모토에 있는 작은 마을입니다.
영검산 (靈劍山)
창계주 영기가 가장 어두운 장소에 위치한 산.
- 동리주 (東籬州)

만법선문 (萬仙仙門) 여기에 소재하고있다.
- 령남주 (嶺南州)
- 백려주 (百黎州)
- 천남주 (天南州)
- 중주 (中州)

대륙의 중심.
- 운주 (雲州)

운대산 (雲台山), 운태제국은 여기에 소재하고있다.
- 유주 (幽州)
- 한주 (漢州)
- 백월국 (白月國)

### 수선문파 (修仙門派)
수선 (修仙)하는 종문 유파. 한 집안의 유파.
일문파 (門派) 만든 사람은 "개산장문 (開山掌門)" "소시야 (祖師爺)" 라고 불린다.
문파에 사용 규칙·법률을 "문규 (門規)" 라고 부른다.
문파 안에 있는 지위 계급
- 태상장로 (太上長老)

은퇴 한 장문이나 은퇴 한 장로.
- 장문 (掌門)

한문 파의 최고 책임자이다.
- 장로 (長老)

장문을 보좌 문파의 사무를 처리하는 존재.
- 수석제자 (首席弟子)

문파 중 가장 우수한 제자.
- 실전제자 (真傳弟子)

장로로 인정 장로의 의발(衣鉢)을 잇지있는 제자.
- 내문제자 (內門弟子)

시련을 넘어 겨우 문파에 들어간 정예.
- 외문제자 (外門弟子)

일반 제자. 정원이 가장 많이 그리고 지위도 가장 낮다.

#### 만센맹오절 (萬仙盟五絶, 초품문파, 超品門派)
만센맹 (萬仙盟)
이름대로 천이나만을 넘었다 수선 문파가 결성 한 동맹 그룹.
만센맹오절 (萬仙盟五絶)
영검파 (靈劍派)
수선계의 정상에 군림하는 슈퍼 명문의 말석에 있는 문파.
- 진록당 (塵綠堂)

만선맹 창계주 출장소.
- 12봉

- 소요봉 (逍遙峰)

외문제자가 살고있는 곳.
- 표묘봉 (縹緲峰)

내문제자가 살고있는 곳.
- 무상봉 (無相峰)

왕무와 왕륙이 사는 곳.
- 성신봉 (星辰峰)

장문이 사는 곳.
- 통명봉 (通明峰)

주명과 유리 (瑠璃)가 살고있는 곳.
- 사상봉 (四象峰)

- 장겸봉 (藏劍峰)

검개 (劍塚)가있는 장소.
- 청운봉 (靑雲峰)

약초가 많이 나있어 영수 (靈獸) 등이 많이 살고있는 곳.
- 망월곡 (望月谷)
- 청룡협 (靑龍峽)
- 련화지 (蓮花池)
- 사상봉 (四相峰)
- 영지봉 (靈池峰)

- 천책당 (天策堂)

영지봉 사무실이있는 건물.
- 영지재 (靈地齋)

- 천겸당 (天劍堂)

성신봉에 설치 한 건물.
- 등운당 (騰雲堂)

소요봉에 설치된 학당.
- 현운당 (玄雲堂)

표묘봉에 설치하고있는 건물 중 하나.
- 운록천태 (雲麓天台)

영검파의 최고 등급의 무도장.
- 사대동천 (四大洞天)

문하생들을 단련을 위해 만든 특별한 공간.
만밥선문 (萬法仙門)
수선 박물관 것으로 알려져있다 문파.
성경선문 (盛京仙門)
인원수가 가장 많은 종합 실력이 가장 강하고, 그리고 만 센 메이를 만든 문파.
법전 (法殿)
성경선문 형벌로 넣어지는 장소.
군황산 (軍皇山)
군사력이 가장 강한 문파.
곤륜산 (昆侖山)
수선문파의 기원이라고하는 문파.

### 영근 (靈根)
수선하려면 필요한 자질. 영혼의 소질. 천지 영기에서 영기를 여과하여 흡수하고 정제하는 영혼의 외벽 품이며, 사람의 내면 세계는 하늘에 해당하는 존재. 영근이없는 인간은 수선 수 없다.
영근은 기본적으로 금(金), 목(木), 수(水), 화(火), 토(土), 5개의 특성이있다. 영 뿌리에 있는 특성이 적을수록 소질이 좋은 것 같다.

#### 천연영근 (天然靈根)
태어난 때부터 가지고있는 천연적인 영근.
- 오행(五行)영근

위 (偽)영근라고도 불린다.
- 잡 (雜)영근

네 가지 세 속성을 가지고 영근.
- 쌍속성 (雙屬性)영근

진영근라고도 불린다.
- 복합 (複合)영근

같은 속성을 두 가지는 영근이지만, 이중 쌍속성영근보다 안정적인 특성도 상생하고 있기 때문에 물품 종류가 하나에 있는 미시 나 영근입니다.
- 단속성 (單屬性)영근

흡수율이 가장 좋은 영적 뿌리.

#### 인조영근 (人造靈根)
인공적으로 만든 영근입니다. 천연 영근이없는 범인 다만 수선하고 싶다면 승선산 (昇仙散)이라는 약을 먹어야한다. 마흔 다섯 일 연속으로 마시고 겨우 영근을 기르는 수있다. 그러나 인조영근를 기르는 약은 꽤 레어로 비싼 것으로, 수십 만 사용해도 체험판 밖에 살 수없는 정도.

#### 지영근 (地靈根)
이품 (二品) 영근.

#### 천영근 (天靈根)
일품 (一品) 영근.
- 겁영근 (劫靈根)

천영근에 해당하는 특별한 영근. 이 영근을 수행하는 방법이 이미 사라지고 재현 할 수 없게되어있다. 성경선문의 독고 장로는 영근을 가지고 있는데, 수행 방법이 없기 때문에 삼백 년 걸어도 화 하나님이 될 수 없다는.
- 성신영근 (星辰靈根)

천영근에 해당하는 특별한 영근. 풍음이 가지고있는 영근.
- 뇌영근 (雷靈根)

천영근에 해당하는 번개의 특성 영근. 참자야(斬子夜)이 가지고 영근.

#### 이영근 (異靈根)
오행 속성 이외의 속성을 가지고 특별한 영근. 반드시 대단한 영근 인 것도 아니지만, 일부 레어 영근이 영근 속한다.
- 공영근 (空靈根)

가장 희귀 한 영근. 최고의 영기 적응성을 가진 영근이다. 선계에서도 만년 지나도 혼자 있는지 없는지 정도 매우 드문 영근입니다. 이 영근을 가진 사람은 반드시 특별한 운명을 기다리고 있다고 말한다. 수정 선계가 시작된 이래이 영 근 가지고있는 사람은 선진시황과 덕승태조 밖에 없다. 왕육은 그만큼 대단한 영적 근를 타고난 것이다. 천지 영기는 공영근의 외벽에 정련 된 후 알 수 없는 힘으로 변환된다. 이 힘은 지금 알고있는 모든 수단을 사용해도 약속 할 수 없기 때문에 몸에 들어간 순간 몸 밖으로 흩어져 버린다.
- 검영근 (劍靈根)

천영근보다 드문 霊根. 주시요(朱詩瑤)가있다 영근. 이 영근을 가진 사람은 검에서 발하는 모든 공격을 감면 수 있다고한다.

### 경계 (境界, 수행 수준)
수행 수준, 혹은 수행의 단계. 련기(鍊氣)이 수선의 기본에서 수행의 첫 단계입니다.
영검파는 엘리트주의에서 문하생의 기초를 다지기 위해 련기 앞에 몸을 단련 단계 - 즉 단체 (鍛體)하는 단계를 추가했습니다.

#### 수선
- 수선계 (修仙界)

선인의 수행을 하고있는 사람들의 수.
- 단체 (鍛體)

몸을 단련하는 단계. 민간 무술 검술 등을 배우고 몸을 극한까지 높인다. 몸의 능력에 의해 구 제품에서 일품까지 레벨 업하는 것, 마지막은 다음 단계로 들어간다.
- 연기 (鍊氣)

"인기입체"(引氣入體)에서. 대기 중에 존재하는 영력을 몸속에 담아 자신의 법력으로 변환하여 순환시키는 것입니다.
연기 계약 단계에서 시작 법술 (낮은 수준의 선술)을 사용할 수 있게된다. 몸에 담은 법력의 양에 따라 구 제품에서 일품까지 레벨 업 해 나간다.
법력이 충분히 모이면 축기 (築基)하는 단계에 들어갈 수있다. 그러나 연기에서 준공 기본은 그렇게 쉽게 가지 않는다. 준공 기본 수없는 석사도 여럿있다.
- 축기 (築基)

축기가는 법력을 굳히고 자신의 몸에서 자신의 세계의 기본을 만드는 것입니다.
축기 단계에 들어가면 구슬 부가 형성하고 법력이 몸 밖에서 안까지 자동으로 순환 할 수 있게된다. 그리고 기 공장보다 강해진다.
이 옥부(玉府)란 영혼의 둥지. 옥부가 형성하면 영혼의 형태도 명확하게 보이게된다.
이 단계에서 자신의 길 (고유 기술)을 형성하기 시작한다.
법력의 양과 방법에 대한 이해 수준에 따라 준공 기 구 제품에서 일품까지 레벨 업 조건이 만족하면 금단 (金丹) 연성있게된다. 그러나 금 단이되기 위해서는 련기에서 준공 기까지의 길보다 어렵다.
수명이 최소 200세까지 연장한다.
- 허단 (虛丹)

금단가되기 전의 단계. 축기로 단번에 황금 단을 연성하는 것이 아니라 우선 허단에서 연성한다.
원신 (元神, 사람의 영혼 수행 시작 전에 인간의 영혼은 형태가 없다는 설)가 응결하기 시작 허체 (虛體, 안개처럼 모호한 형태)되어, 수행에 따라 조금씩 구체화 해 나간다.
법력이 조금씩 안정되어 가고 단 (丹)의 형태에 응결하기 시작한다. 이 단계가되면 상당히 강해지고 그 전력의 일격은 주변 수백 미터의 환경을 부술.
수명이 최소 300세까지 연장한다.
- 금단 (金丹)

단 모양이 점점 굳어 져 가고 조금씩 진짜 금단에 접근한다. 그러나 허단을 진짜 금단에 연성 것은 매우 어렵고 좀처럼 돌파하지 못하는 사람도 꽤 있다.
금단이되기 위해서는 금단겁 (金丹劫, 시련)을 초과해야한다. 그 시련은 자신에 직면하면서 자신과 싸울 수 있습니다. 자신을 알고 자신의 싸움에서 이겨 겨우 금 단의 연성이있다. 금단을 연성하려면 지금까지의 지식, 경력, 대로에서 얻은 모든 것을 금단에 담는 필요가있다. 금단동에서 자신의 모든 것을 채워 법력을 기울여 겨우 진짜 금단이 될 수있다.
금단이되면 한 사람하다고 인정하는 증거로 "진인"(真人)라는 칭호가 붙는다. 금단의 연성에 성공하면 자신의 법력을 생성할 수 있게 된다. 그 때 육체가 다시 태어나 자신의 외모에 신경을 쓰지도 있다. 그 법력의 질은 허단과 큰 차이가 세배 이상 강하다.
금단되면 허단, 축기과의 차이가 상당히 크게 된다.
금단보다 낮은 문턱에서 금단을 상처 하나도 아프지 않을 정도 심한 차이가 있다고한다. 하지만 금단의 능력은 지금까지의 기초에 영향을 받기 때문에, 질 나쁜 금단은 낮은 문턱에 지는 일도 있다.
즉 기초가 단단한 정도 연성 한 금단의 질이 높아진다.
이 금단은 영혼의 계란이라고도 부른다. 법력의 순환에 쌓인 법력 고유 스킬의 숙련도, 경력, 자신에 대한 이해 등에 의해 구 제품에서 일품까지 레벨 업한다.
금단이 숙성 해 버린 때, 금단에 금이 중에서 원영 (새로운 자신 영혼의 분신)이 생긴다. 금단에서 원영이되는 길은 전보다 엄격하고 왕무도 평생 원영 수 없을만큼 어렵다.
수명이 최소 500세까지 연장한다.
- 원영 (元嬰)
- 화신 (化神)
- 합체 (合體)
- 대승 (大乘)
- 전선 (真仙)

#### 서이 (西夷)
초급 모험가
중급 모험가
고급 모험가
레전드 성자
진기

### 무기

#### 신병 (神兵)
1. 범인이 사용하는 최고의 무기.
2. 신이 사용 무기.

#### 법기 (法器)
법력이 담긴 무기. 수행하지 않은 사람에서도 사용할 아이템.
- 강두초인 (降頭草人)

#### 법보 (法寶)
법기보다 한 단계의 무기. 수행하지 않는 사람도 어떻게 든 사용할 수 있지만, 그 법 보물 십일조의 힘 정도 밖에 꺼낼 수 없다.
- 년검 (年劍)과 다검 (茶劍)
- 빙봉취우부 (冰封驟雨符)
- 유운무형검 (流雲無形劍)
- 적혈정기 (赤血精氣)
- 죽겁 (竹劍)
- 자미연검 (紫薇軟劍)

#### 영보 (靈寶)
법보보다 한 단계의 무기·도구. 법보 속에 영혼이 잉태하면 영보 랭크 업하고있는 능력도 몇 배 올라간다. 가장 낮은 구품(九品) 영보 하나라도 보통의 문파가 그것을 손에하는 피에 차질만큼 경쟁한다. 수행없이 인간은 영보를 사용할 수 없는 위에 억지로 손으로하는 것만으로도 생기가 흡수되어 영보 살해되고 만다.
영보 속에 깃든 영혼은 기영 (器靈)라고 부른다. 검의 경우 검영 (劍靈).
- 리운화 (履雲靴)
- 현상검 (玄霜劍)
- 곤산검 (坤山剣)

#### 선보 (仙寶, 선기, 仙器)
진짜 선인들이 사용 몽환급 무기.

#### 사용힘
- 심법 (心法)

- 공법 (功法)

- 검법 (劍法)

- 무상공 (無相功)

왕무이 독창적 한 공법. 공법의 역사가 길수록 강한 것이지만, 무상공은 고대부터 전해지는 센다이 법만큼 대단한 공법이다.
- 강룡신공 (降龍神功)

영 (玲) 가르쳐 준 무술.
- 내시법 (內視法)

몸 속을 보면 술. 기의 흐름 등을 알 수 있게된다.
- 말살현상 (抹殺現象)

상위 기능에 의해 하위 기능이 덮어 쓴 것.
- 육양융설 (六陽融雪), 구양신공 (九陽神功)

말살현상의 예에 나온 공법 이름.
- 어검비행 (御劍飛行), 나등법 (挪騰法)

- 경공 (輕功), 보법 (步法)

- 전사보 (纏絲步)

- 무상검결 (無相劍訣), 무상검골 (無相劍骨), 무상검심 (無相劍心), 무상선심 (無相仙心)

- 유운검 (柔雲劍)

- 성신 (星辰)의 힘, 대연영시 (大衍靈視), 영안 (靈眼)

당주 가진 예지 라든지 그러한 것.
- 성신대연술 (星辰大衍術)

하던 같은 성견, 예측의 술.
- 유운사 (流雲絲)

곽영의 실술.
- 신행술 (神行術)

악경요이 장악하고있는 빨리 달릴 술.
- 현철검법 (玄鐵劍法)

영검파의 센도 검법.
- 표묘선심 (縹緲仙心)

내문제자 배운 심법.
- 등운술 (騰雲術)
- 금법도 (禁法圖)
- 내단, 방사선, 단기 (內丹, 放射線, 丹氣)
- 주천성두봉신인 (周天星斗封神印)
- 운무대진 (雲霧大陣, 호산대진(護山大陣)

- 세뇌무형검기 (洗腦無形劍氣)

강한 데코핀.
- 대근성형 (大根性型)과 대지혜 (大智慧)

근성으로 기억하거나, 머리를 만들어 기억 하나.
- 영천양 (靈泉釀)

높겠 술.
- 제련법 (祭練法)
- 건원연혈공 (乾元燃血功)
- 지사침 (地梭針)
- 경금검 (庚金劍)

- 응진로(凝震牢)

왕육을 날려 버렸다 기술.
- 청결진언(淸潔眞言)

하균이 마을 사람들을 속이기 위하여 사용한 정화하는 술. 산을 움직여 바다를 메우는 술.
- 지맥반전술(地脈反轉術)

왕육와 칠성 문 당주와의 싸움에서 왕육가 사용한 수술.
- 문심검(問心劍)

왕육가 자신의 결백을 증명하기 위해 자신이 받고 싶다고 유현 장로에 요구 하나의 기술이다. 석사가 결백을 입증 할 수 없는 경우 문파의 장로에 문 심장 검을 구할 수 있다. 장로는 선심(仙心)을 검에 입히고 그것을 제자의 마음에 묻는다. 제자의 도심(道心)과 영혼에 고문이다. 좋게 받아 들여지고 후 제자의 결백이 증명된다. 그러나 성공 할 수 있는 것은 거의 없다.

### 도구
- 후문 (後門)의 열쇠

- 소운고전 (霄雲古錢)

- 역영세수탕 (易經洗髓湯)

- 슈퍼 약물 목욕

- 주과 (朱果)

- 적장과 (赤漿果), 적형과 (赤荊果)

- 보구 (寶具)

- 천년육영지 (千年肉靈芝), 백년라리초 (百年蘿莉草)

- 무상장골단 (無相壯骨丹)

성심지 (誠心紙)
곤륜경 (昆侖鏡)
- 곤륜안경 (崑崙眼鏡)

당주의 안경.
- 적련과 (赤煉果)

- 선리운초융운단 (仙璃雲草融雲丹)
- 영단 (靈丹)
- 연단로 (煉丹爐)
- 건환 (劍丸)
- 자라상심충 (紫羅喪心蟲)
- 고독삼시뇌신단 (蠱毒三屍腦神丹)
- 성수 (聖水)

45일 마시는 것을 계속하면 체내에 영근가 잉태 상처에 붙이는 통증이 사라진다.
- 지력세 (智力稅)

왕육들 신교의 기본 개념이며, 기반이되는 세금.
- 법단 (法壇)

곳곳에 영기를 한 곳에 모아 그것을 영혼 석으로 바꾸는 제단.
- 백만혼돈단 (百萬混沌壇)

왕육이 세운 천체형 법단.
- 방중술 (房中術)

중국 고대의 유명한 방술 (方術)의 하나 인 성생활의 조절에 의해 요양의 목적을 완수한다.
- 영석 (靈石)

법단에 의해 만들어지는 영기의 덩어리. 매우 귀중한 것으로 통화 이상의 가치를 가진다.
- 육화산 (六和散)

진정한 인조영근. 비싼 것으로 수십만 영석이 필요합니다.
천연영근가없는 것이 선인이되기 위해서는 우선이 인조영근을 45일간 계속 마시하여야한다. 겨우 영근을 기르는 수있다.

### 정괴 (精怪)
- 블리자드 맘모스
- 망월호 (望月狐)
- 귀원 (鬼猿)
- 석목원 (石木猿)
- 망월후 (望月吼)
- 금선적련사 (金線赤煉蛇)

- 구미천호 (九尾天狐)

### 기타
말법시대 (末法時代)
수정계 (修仙界)
범계 (凡界)
서동 (書童)
상방 (上房)
준입권 (准入券)
승선대회 (昇仙大會)
영검산 금교 (金橋)
선연 (仙緣)
장문 금인 (掌門金印)
승선도 (昇仙圖)
비승 (飛昇)
황가와 수선세가(修仙世家)
황가는 이름대로 한 나라의 황제의 가족 것. 그리고 그에 속한 사람들.
수선세가라고 같은 석사 인 사람이 결혼하고 세대에서 세대로 修仙하는 인재를 성장 가정의 것.
修仙 세가의 지위는 한 나라의 황가보다 높고, 그 안에 있는 명문은 만선맹(萬仙盟) 중에서도 영향력이 있다고한다.
퇴혼류 (退婚流)
인터넷 소설의 패턴 중 하나. 퇴혼은 이혼과 결혼의 파기를 의미한다.
학패 (學霸)
진전보조금 (真傳補助金)
진전제자를위한 보조금.
성신검전 (星辰劍典)
영검파에 전해지는 유서 깊은 공법. 적응 석사는 적다.
남극선옹(南極仙翁)
3590살의 사람.
트라이 애슬론
약초학 (藥草學)
서이 통용어 (西夷通用語)
서이인의 언어.
구주정괴지 (九州精怪志)
영검파력련관리판법제3장제14조제3줄 (靈劍派歷練管理辦法第三章第十四条第三列)
법술금지 (法術禁制)
법술 의한 청운봉에 쳐진 결계.
도(道)
소위 도교에서 "도"이라는 개념. 천지의 법칙과 운명, 사람이 도는 길, 수단, 방법 다양한 것. 그 본질.
도를 얼마나 이해하여 수행에도 영향을 준다. 마음가짐 도를 수행하고 있는 사람의 고유 스킬도 된다.
내부(內府)・왕부(玉府)
중국 무협·선협(仙俠) 이야기는 자주 사용되는 단어. 왕부는 영혼의 둥지 같은 장소에서 내면 세계의 중심 에너지를 모인다 곳. 단전에 가까운 개념. 내부란 수행 앞에서 아직 형태가되어 있지 않은 왕부한다.
검수(劍修)
검을 주요 사용 석사. 마법 검사 같은 것.
사수(邪修)
만선맹(萬仙盟)에 속하지 않는 악한 석사.
산수(散修)
어느 문파에서도 속하지 않는 혼자 수행하고있는 석사.
쌍수(雙修)
1.두 가지 방법을 수행하고 있음
2.두 사람이 합체하여 수행 할
영기, 영력, 법력(靈氣 ,靈力, 法力)
영기는 천지에 넘치는 자연의 생명력. 걱정하는 것. 영력은 영수(靈獸), 선수(仙獸) 등의 생령이 타고난 생명의 힘. 그리고 법력은 수행에 의해 영기와 영력에서 변환하여 법술 등에 사용 능력입니다.
품급(品級)
품은 9품이 가장 낮고, 1품이 가장 높다.
급은 1급이 가장 낮고, 10급이 가장 높다. 급을 사용하는 것은 정괴의 힘을 설명 할 때만.
비검전언(飛劍傳言)
중국어 애니메이션에서는 "비검전신(飛劍傳信)". 소설에서는 "비검전서(飛劍傳書)".
현천정(玄天晶)
비싼 화폐.
관리육성계획
100년 전에 계획. 여러 가지 있었던 것 같다.
장포(長袍)
제자의 신분에 따라 다른 로브 것. 빨강 흰색은 진전제자.
칠성문(七星門)
누구나 선연을 가질 수 있다고 선전에서 가짜 인조 영 뿌리에서 사람을 속이는 사기 뺨 치는 삼류 문파. 그러나 대부분의 장로 공식적인 만선맹 출신.
스톤
스톤 곳도 중국어로는 "평원".
전구주지력세무관리국(全九州智力稅務管理局)
왕육들이 설립 한 지력세(智力稅)를 관리하는 신교의 정식 명칭. 줄여서 지교(智敎).
혈운12요사(血雲十二妖邪)
혈운교에 있는 수선에 좌절 무법자가 내린 놀라운 솜씨 석사 12인.
혈운교(血雲敎)
혈운교의 사교.
현령(縣令)
현지사(縣知事)에 해당하는 직책.
현로(縣爐)
본래는 남성 석사가 법력을 높이기 위해 교차 여성 석사 것.
광명부(光明府)
대명국내 전체 석사 관계 서류 등을 처리하는 기관.

## TV 애니메이션

### 직원
- 원작 - 궈왕비샤 (소설), 주화&쥔샤오모 (만화)
- 감독・시리즈 구성 - 스즈키 이쿠, 니시자와 스스무 (제2기)
- 캐릭터・몬스터 디자인 - 이노 마코토, 야나기노 타츠오 (제2기)
- 프롭 디자인 - 기시카와 아사미
- 미술 감독 - 하네 노후네 (제1기 1-2), 고코노에 카쓰오 (제1기 3-12), 시바타 치카코 (제2기)
- 미술 설정 - 히라야나기 사토루
- 색채 설계 - 야마베 카즈히사, 니시 카요코 (제2기), 도이 마키코 (제2기)
- 촬영 감독 - 치바시 히로유키, 카마타 카츠아키 (제2기), 아오키 타카시 (제2기)
- 편집 - 우야마 쇼타, 마츠바라 리에
- 음향 감독 - 타나카 카즈야
- 음향 제작 - HALF H・P STUDIO
- 음악 - 가와사키 류
- 총제작책임자 - 리샤오팅
- 프로듀서 - 루싱청
- 애니메이션 프로듀서 - 미야모토 이츠오
- 애니메이션 제작 - 스튜디오 딘
- 제작 - 영혼 켄잔 제작위원회 (텐센트 만화・애니메이션, 스튜디오 딘, 후이멍 동화)

### 주제가
일본어 버전
제1기
오프닝 곡 「퍼스트 엔드 (ファーストエンド)」
작사·작곡 - 마후마후 / 편곡 - 이와사키 류이치 / 노래 - 소라루 · 마후마후
엔딩 곡 「키즈나 (絆)」
작사·노래 - 카키초코 / 작곡 · 편곡 - 오쿠야마 아키라

제2기
오프닝 곡「한계 박차 고 (限界蹴飛ばして)」
엔딩 곡「힘으로 바꾸어 (力に変えて)」
작사·작곡·편곡 - 타무라 마사유키 / 노래 - Merry★Go★Lands (아이, 이노우에 나오, 후지타 이루카, 미즈노 아오이, 고바라 아야네)

중국어 버전
제1기
오프닝 테마 「젠즈창망 (剑指苍茫)」
작사 - 류리쥔 / 작곡 - 궤이쯔유 / 편곡 - 구이쯔유, 잔창위안야오징, 라오E / 노래 - 외치는 짐승
엔딩 테마 「시산야오 (夕山谣)」
작사 - 류리쥔/ 작곡 · 편곡 - LBG / 노래 - 외치는 짐승

제2기
오프닝 테마「룽광 (荣光)」
작사 - Dracaena / 작곡・편곡 - 구이쯔유 / 노래 - Evalia
엔딩 테마「구이윈샹 (归云乡)」
작사 - 쑤야오칭 / 작곡・편곡- 스인 / 노래 - 제유차오

### 화 목록
제1기
| 화수   | 부제 (韓 中 日)                                          | 그림 콘티                    | 연출                           | 작화 감독 | 총작화 감독                                 |
| ------ | -------------------------------------------------------- | ---------------------------- | ------------------------------ | --- | ------------------------------------------- |
| 제1화  | "승선대회! (升仙大会！ 昇仙大会!)"                       | 스즈키 이쿠                  | 아타라시 타이치                | 호시노 레이코 이시이 유미코                                                                                  | 이시이 유미코                               |
| 제2화  | "도원향의 끝에 (桃源乡的结局 桃源郷の果てに)"            | 스즈키 이쿠                  | 스즈키 요시나리                | 야나기노 타츠오                                                                                              | 와타나베 마유미 이노 마코토                 |
| 제3화  | "더해가는 시련 (更进一步的试炼 更なる試練)"              | 스즈키 이쿠                  | 오제키 마사유키                | 메시 시이코 금이성                                                                                           | 와타나베 마유미                             |
| 제4화  | "유구의 때를 넘어 (漫长的等待过后 悠久の時を越えて)"     | 스즈키 이쿠                  | 아타라시 타이치                | 이마다 아카네 키노시타 유이                                                                                  | 이시이 유미코                               |
| 제5화  | "무상봉에서 (在无相峰 無相峰にて)"                       | 스즈키 이쿠                  | 야바나 가오루 치바 타카유키    | 오가와 히로시 요시다 하지메 이즈미 토시오미 미즈노 타카히로                                                  | 와타나베 마유미                             |
| 제6화  | "무상검골, 제98판 (无相剑骨，第98版 無相剣骨、第98版)"   | 스즈키 이쿠                  | 쿠로다 코우이치                | 타니구치 시게노리 야나기노 타츠오                                                                            | 와타나베 마유미                             |
| 제7화  | "청운봉 시련! (青云峰试练！ 青雲峰試練!)"                | 스즈키 이쿠                  | 아타라시 타이치                | 와타나베 마유미                                                                                              | 와타나베 마유미                             |
| 제8화  | "왕무 실종하다! (王舞失踪 王舞失踪す!)"                  | 스즈키 이쿠                  | 하타 요시토                    | 장유직 금영하 메시 시이코 이주현                                                                             | 와타나베 마유미                             |
| 제9화  | "무상검골의 번쩍임 (无相剑骨出露锋芒 無相剣骨の閃き)"    | 스즈키 이쿠                  | 쿠로다 코우이치                | 야나기노 타츠오 아오키 마호                                                                                  | 와타나베 마유미                             |
| 제10화 | "희생된 소녀 (被献祭的少女 生贄になった少女)"            | 기무라 신이치, 후지와라 료지 | 신코 타이치, 사토 카즈마       | 이시이 유미코                                                                                                | 이시이 유미코, 이노 마코토, 와타나베 마유미 |
| 제11화 | "영검파VS성경선문! (灵剑派VS盛京仙门 霊剣派VS盛京仙門!)" | 하카타 마사토시              | 쿠로다 고이치                  | 야나기노 타츠오, 아오키 마호 타니구치 시게노리, 노무라 미오리 사이토 주리, 이마이즈미 류타 와타나베 잇페이타 | 와타나베 마유미                             |
| 제12화 | "폭풍 전의 정적 (暴风雨前的寂静 嵐の前の静寂)"           | 스즈키 이쿠, 기무라 신이치   | 스즈키 요시나리, 사토 카즈마로 | 이시이 유미코, 이시하라 케이지 사쿠라이 코노미, LEE JUHYUN                                                   | 와타나베 마유미                             |

제2기
| 화수   | 부제 (韓 中 日)                         | 각본            | 그림 콘티       | 연출            | 작화 감독                                     |
| ------ | --------------------------------------- | --------------- | --------------- | --------------- | --------------------------------------------- |
| 제1화  | "귀향 (返乡 帰郷)"                      | 니시자와 스스무 | 니시자와 스스무 | 니시자와 스스무 | 핫토리 켄지, 이카이 카즈유키                  |
| 제2화  | "싸움의 시작 (斗争的开始 戦いの始まり)" | 니시자와 스스무 | 니시자와 스스무 | 하타 요시토     | 요시다 하지메, 사이키 타로오 타케우치 아키라  |
| 제3화  | "신교 설립 (创立新教 新教設立)"         | 니시자와 스스무 | 후지시 카즈야   | 후지시 카즈야   | 이카이 카즈유키                               |
| 제4화  | "법단 (法坛 法壇)"                      | 니시자와 스스무 | 니시자와 스스무 | 카츠마타 쇼시   | 노기 마사유키                                 |
| 제5화  | "선인의 길 (升仙之道 仙人への道)"       | 니시자와 스스무 | 니시자와 스스무 | 토코로 토시카츠 | 야나기노 타츠오                               |
| 제6화  | "건원연혈공 (乾元燃血功 乾元燃血功)"    | 노나카 유타     | 오하라 미노루   | 아사미 마츠오   | 유효상, 이시이 유미코 야나기노 타츠오         |
| 제7화  | "결착 (解决 決着)"                      | 노나카 유타     | 후지시 카즈야   | 후지시 카즈야   | 야나기노 타츠오, 이카이 카즈유키              |
| 제8화  | "혈운협 (血云峡 血雲峡)"                | 시게타 요시부미 | 니시자와 스스무 | 하타 요시토     | 핫토리 켄지, 야나기노 타츠오                  |
| 제9화  | "재회 (再会 再会)"                      | 시게타 요시부미 | 오하라 미노루   | 나가오 사토시   | Hwang Yeongsik(황영식), Kim Myeongsim(김명심) |
| 제10화 | "소환 (召喚 召喚)"                      | 시게타 요시부미 | 밥 시라하타     | 아사미 마츠오   | 야나기노 타츠오, 유효상                       |
| 제11화 | "문심검 (问心剑 問心剣)"                | 시게타 요시부미 | 스즈키 이쿠     | 후지시 카즈야   | 야나기노 타츠오                               |
| 제12화 | "새로운 여행 (新的旅程 新たなる旅立ち)" | 노나카 유타     | 오조라 마사키   | 무라카미 츠토무 | 야나기노 타츠오, 아오키 마호                  |